# 帕朗蒂
帕朗蒂（法語：Parenty，法語發音：[paʁɑ̃ti]）是法国上法蘭西大區加来海峡省的一个市镇，属于蒙特勒伊区。

## 地理
帕朗蒂（50°35'16"N, 1°48'33"E）面积12.92 平方千米，位于法国上法蘭西大區加来海峡省，该省份为法国北部沿海省份，西北濒北海，南至索姆省，东临北部省。
与帕朗蒂接壤的市镇（或旧市镇、城区）包括：杜多维尔、伯桑、贝赞盖姆、于贝尔桑、拉克尔。

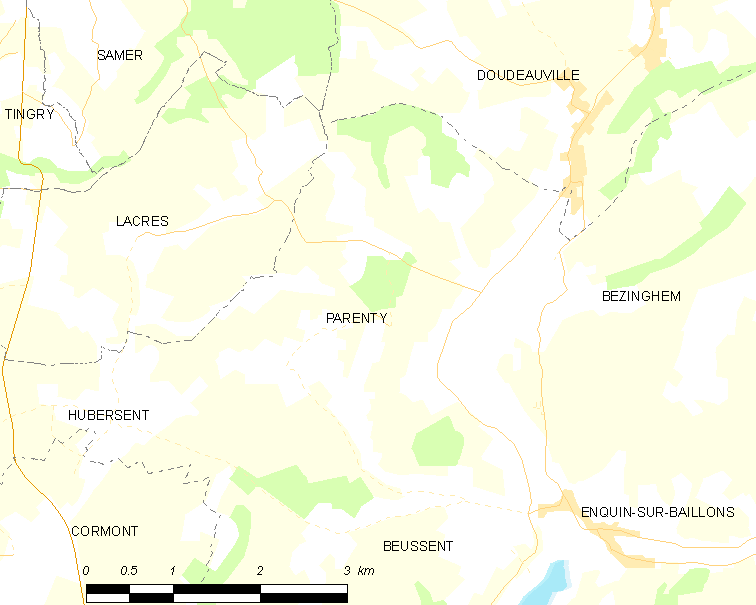
帕朗蒂的OSM定位图

帕朗蒂的时区为UTC+01:00、UTC+02:00（夏令时）。

## 行政
帕朗蒂的邮政编码为62650，INSEE市镇编码为62648。

## 政治
帕朗蒂所属的省级选区为兰布尔县。

## 人口

1962-2008年间帕朗蒂人口变化图示

帕朗蒂于2022年1月1日时的人口数量为551人。